# Antonio Maria Brianda
Antonio Maria Brianda (8 marzo 1922 – 20 novembre 2016) è stato un politico italiano.
Insegnante di italiano e latino nelle scuole superiori, militò politicamente nelle file della Democrazia Cristiana e fu eletto consigliere comunale a Sassari per la prima volta nel 1956. Nella giunta presieduta da Giuseppe Binna ricoprì l'incarico di assessore alla pubblica istruzione, mantenendolo fino all'ottobre 1961 anche nelle giunte di Piero Masia e Lorenzo Ganadu. Dal settembre 1963 al gennaio 1965 fu sindaco di Sassari.